# レプサ川
レプサ川(カザフ語: Лепсі)はカザフスタンにある川。
中国との国境付近、ジュンガル・アラタウ山脈に発して北へ流れ、Sarkandの北で北西へ、次いで西へ流れをかえ、
バルハシ湖南に広がるサルイイシコトラウ砂漠を北へ流れて、
アクス川河口のすぐ東で南からバルハシ湖へ注ぐ。
12月から3月まで川は凍結する。
灌漑での利用のため、バルハシ湖への流入量は限られている。